# REO Vilnius
El REO Vilnius fue un equipo de fútbol de Lituania que alguna vez jugó en la A Lyga, la primera división de fútbol en el país.

## Historia
Fue fundado en el año 2005 en la capital Vilnius con el nombre Policija en relación con que el club era el que representaba a la policía de Lituania. El club hizo su debut en la 3 Lyga un año después y ganó el grupo de la capital.
En 2008 el club cambia su nombre por el de REO LT y en 2010 gana su grupo de tercera categoría, con lo que asciende a la 1 Lyga, en donde en esa temporada gana el título de la categoría y asciende a la A Lyga por primera vez en su historia.
El debut fue también una despedida ya que terminó en último lugar de la liga, la cual abandonó en agosto de 2012 por problemas de liquidez económica y posteriormente desaparece.

## Palmarés
- 1 Lyga: 1

2011
- 2 Lyga: 1

2010
- 3 Lyga: 1

2006